# Hayward (BART)
Hayward is een metrostation in de Amerikaanse stad Hayward (Californië). Het station werd geopend op 11 september 1972 als onderdeel van de Richmond-Fremont Line van BART.